# Борськ
Борськ (пол. Borsk) — село в Польщі, у гміні Карсін Косьцерського повіту Поморського воєводства.
Населення — 177 осіб (2011).
У 1975-1998 роках село належало до Гданського воєводства.

## Демографія
Демографічна структура станом на 31 березня 2011 року:
|          | Загалом | Допрацездатний вік | Працездатний вік | Постпрацездатний вік |
| -------- | ------- | ------------------ | ---------------- | -------------------- |
| Чоловіки | 86      | 17                 | 64               | 5                    |
| Жінки    | 91      | 23                 | 52               | 16                   |
| Разом    | 177     | 40                 | 116              | 21                   |